# 帕拉德拉 (塞维尔-杜沃加)
帕拉德拉是葡萄牙阿威罗区的一个堂区。总面积9.31平方公里，总人口797人，人口密度85.6人/平方公里。